# 船排

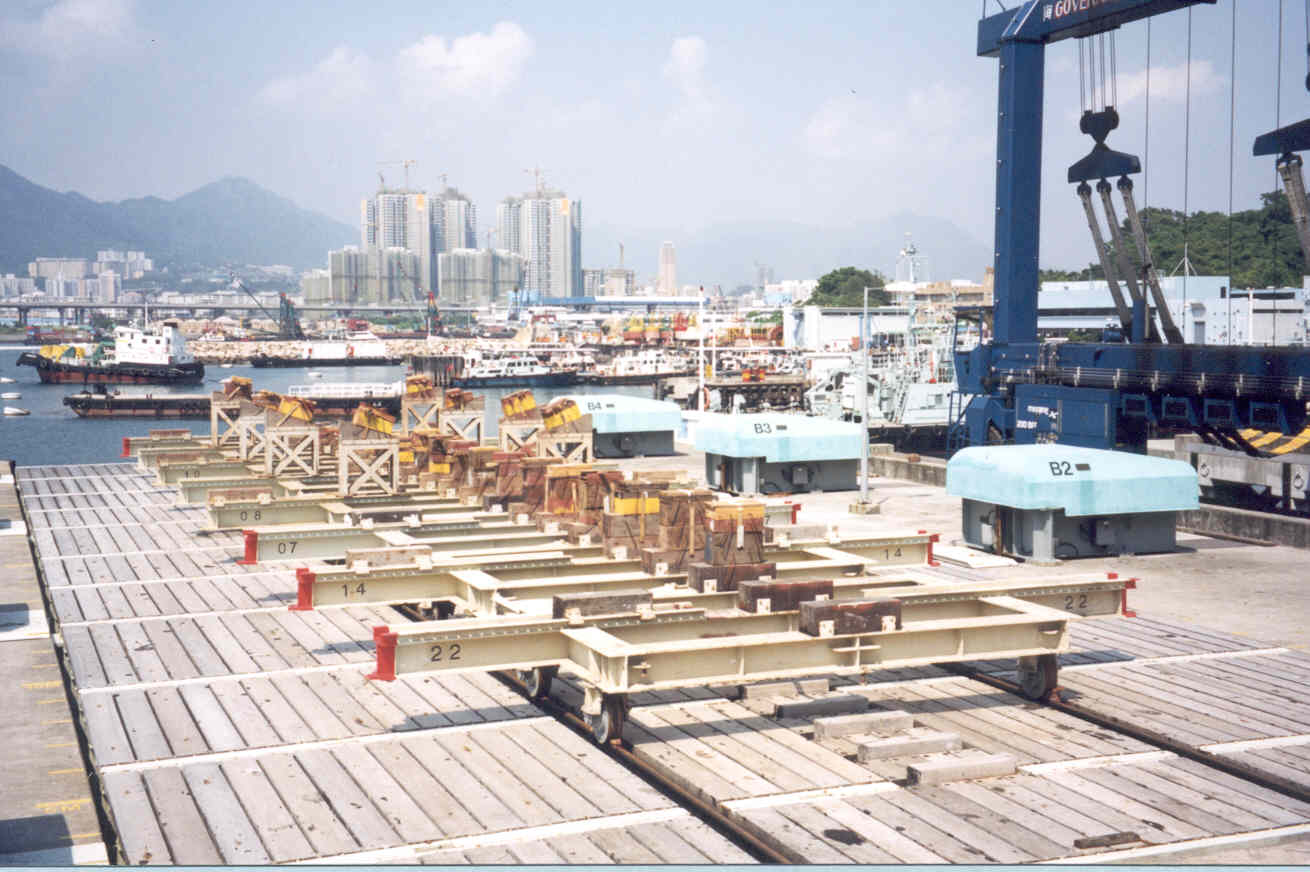
架設在滑軌上的空船排

船排（英語：Ship cradle），又稱船台，是指在岸邊以人工建設的排架或台架（木材或金屬），供作建造新船和修理船舶之地方。
船隻通常都被安放在排架上以供作建造和修理，並以木材（木柞）支撐及穩固。

## 分類
船排可以分為橫向船排、直向船排與及垂直升降船排等不同類別。